# Leiothlypis
Genre
Synonymes
- genre Oreothlypis Ridgway, 1884[2]
- Parula Bonaparte, 1838[2]

Leiothlypis est un genre de passereaux de la famille des  Parulidés. Il se trouve à l'état naturel en Amérique,,,,, et, rarement, en Europe.

## Liste des espèces
Selon la classification de référence du Congrès ornithologique international (version 7.3, 2017) :
- Leiothlypis celata (Say, 1822) - Paruline verdâtre, Paruline à couronne orange, Fauvette verdâtre
  - Leiothlypis celata celata (Say, 1822)
  - Leiothlypis celata lutescens (Ridgway, 1872)
  - Leiothlypis celata orestera (Oberholser, 1905)
  - Leiothlypis celata sordida (Townsend, CH, 1890)
- Leiothlypis crissalis (Salvin & Godman, 1889) - Paruline de Colima, Paruline à flancs brunâtres, Fauvette du Mexique
- Leiothlypis luciae (Cooper, JG, 1861) - Paruline de Lucy, Paruline à croupion marron, Fauvette à croupion marron
- Leiothlypis peregrina (Wilson, A, 1811) - Paruline obscure, Fauvette obscure, Sylvette obscure
- Leiothlypis ruficapilla (Wilson, A, 1811) - Paruline à joues grises, Fauvette à joues grises
  - Leiothlypis ruficapilla ridgwayi (van Rossem, 1929)
  - Leiothlypis ruficapilla ruficapilla (Wilson, A, 1811)
- Leiothlypis virginiae (Baird, SF, 1860) - Paruline de Virginia, Paruline à poitrine jaune, Fauvette de Virginia